# AmHa (Inschrift)
AmHa ist die Kurzbezeichnung einer Inschrift von Ariaramnes (Am). Sie wurde in Hamadan (H) entdeckt und von der Wissenschaft mit einem Index (a) versehen. Die Inschrift liegt in altpersischer Sprache vor. Die Inschrift wurde ursprünglich als AmH bezeichnet und erst in neuerer Zeit um den Index ergänzt. Die Inschrift gilt als nicht-authentisch.

## Inhalt
„§1 (1–4) Ariaramnes, der große König, König der Könige, König in Persien, des Königs Teispes Sohn, des Achaimenes Enkel.
§2 (4–9) Es kündet Ariaramnes, der König: Dieses Land Persien hier, das ich in Besitz habe, das mit guten Rossen, mit guten Mannen (ist), – (das) hat mir der große Gott Auramazdā verliehen. Nach dem Willen des Auramazdā bin ich König in diesem Land.
§3 (9–11) Es kündet Ariaramnes, der König: Auramazdā soll mir Beistand bringen …!“

## Beschreibung
Die fünf Bruchstücke aus Gold wurden in Hamadan entdeckt, aber der eigentliche Fundort wird aufgrund des Wortlauts der Inschrift im Kernland der Perser vermutet. Die Bruchstücke bilden ein Rechteck von 140 mm Breite und 55 mm Höhe. Zwei Splitter fehlen. Der untere Rand wies bei der Entdeckung eine Bruchstelle neueren Datums auf. Dies und die ungewöhnliche Form ließen schon früh vermuten, dass es sich ursprünglich um eine dreisprachige Inschrift gehandelt hat. 1931 wurde die Goldtafel der Vorderasiatischen Abteilung der Berliner Museen durch Carl Heinrich Becker überreicht. Die Tafel mit der Inventarnummer VA 10127 gilt seit dem 2. Weltkrieg als verschollen.

## Forschungsgeschichte
1930 fand Ernst Herzfeld fünf Bruchstücke einer Goldtafel, die von den Findern zum Einschmelzen in Stücke geschnitten worden war. Die Bruchstücke bilden die 10 Zeilen altpersischer Text, der heute unter der Bezeichnung AmHa überliefert ist. Wegen der Form und der Bruchkanten vermutet man, dass die Inschrift ursprünglich auch die elamische und babylonische Sprachversion enthalten hat. Bereits Ernst Herzfeld stellte den „unliterarischen“ Stil der Inschrift fest und führte ihn auf die frühe Zeit der Entstehung zurück. Von anderer Seite wurde bald nach der Veröffentlichung deren Echtheit angezweifelt. Hans Heinrich Schaeder legte die Entstehungszeit auf das 4. Jahrhundert v. Chr. fest und bezeichnete sie zwar als „echt“, aber „nicht authentisch“.
In einer ausführlichen Besprechung wies Rüdiger Schmitt 1999 auf die typischen sprachlichen Mängel der Inschrift hin, die ein Charakteristikum der Spätphase der Achämeniden bilden. Unter der Herrschaft von Artaxerxes II. und Artaxerxes III. waren die altpersischen Sprachkenntnisse bereits teilweise verloren gegangen. Das drückt sich in falschen Kasusformen, der vermischten Verwendung des Genitivs und anderen sprachlichen Besonderheiten aus. AmHa ist auf der Liste der pseudo-altpersischen Inschriften als nicht-authentische Inschrift aufgenommen.
Die Bezeichnung der Inschrift wurde erst 2009 an die gängige Praxis angepasst und um den Index a ergänzt.